# Kaiserlich österreichisches Familienstatut
Das Kaiserlich österreichische Familienstatut vom 3. Februar 1839 war das Hausgesetz der Dynastie Habsburg-Lothringen in den letzten achtzig Jahren des Bestehens der Habsburgermonarchie. Das Dokument wurde von Kaiser Ferdinand I., der von Staatskanzler Metternich beraten wurde, mit Beirath und Zustimmung Unseres geliebten Herrn Bruders, so wie Unserer Herren Oheime und übrigen Agnaten erlassen, vom Kaiser unterzeichnet und von Metternich gegengezeichnet.

## Entstehung und Ziele
Mehrere Jahre lang wurde das Familienstatut in Abstimmung mit allen Erzherzögen vorbereitet und sollte die bisherigen teils gewohnheitsrechtlichen, fragmentarischen Regelungen zusammenfassen und schriftlich fixieren. Anders als die bisherigen öffentlich gemachten Regelungen, die das Haus Österreich in seinem staatlich-herrschaftlichen Kontext berührten (etwa Pragmatische Sanktion), wurde das Familienstatut in keinem Gesetzblatt oder einer sonstigen offiziellen Mitteilung veröffentlicht, da es nur die Familie selbst betraf. Es enthielt aber sehr wohl Bestimmungen darüber, wie der Staat kaiserliche Prinzen parallel zum habsburgischen Familienversorgungsfonds zu finanzieren habe.
Das in viele Linien und Sekundogenituren verzweigte Haus Habsburg-Lothringen sollte durch das Familienstatut wieder der absoluten Oberhoheit des österreichischen Kaisers unterstellt werden; deshalb erhielten auch die Nachkommen der italienischen Sekundogenitur Habsburg-Lothringen-Toskana durch das Statut den Titel „Erzherzog von Österreich“ zugesprochen.
Die „streng patriarchalischen“ Regelungen dienten der Stabilisierung der Monarchie unter dem entscheidungsschwachen und behinderten Kaiser Ferdinand; sein kraftvoller Nachfolger Franz Joseph I. nutzte die im Statut vorgesehene Machtfülle des Familienoberhaupts allerdings voll aus. So galten die persönlichen Grundrechte der Staatsbürger nach der  Dezemberverfassung von 1867 nicht für die Familienmitglieder; Leopold Wölfling sprach von einer „Familientyrannis als Absolutismusersatz“.

## Bestimmungen

### Aufenthalt
Das Statut legte fest, dass der Kaiser als Oberhaupt des Hauses den Wohnort jedes Familienmitglieds zu bestimmen bzw. zu bestätigen hatte. So legte z. B. Franz Joseph I. für seinen jüngsten, vermutlich homosexuellen Bruder Ludwig Viktor 1864 den Wohnort Salzburg fest, wo der Erzherzog bis zu seinem Tod 1919 wohnte. Für Erzherzog Franz Ferdinand, seinen Thronfolger 1896–1914, legte der Kaiser Schloss Belvedere als Wiener Residenz fest. In seinen späten Jahren holte Franz Joseph I. seinen Nachfolger, Erzherzog Karl, zuerst ins Wiener Schloss Hetzendorf unweit seiner Residenz Schloss Schönbrunn, später direkt dorthin.

### Familienversorgungsfonds
Der Kaiser war auch Chef des ’Allerhöchster Familienversorgungsfonds‘ genannten Familienfideikommisses, der die im allgemeinen Familienbesitz befindlichen Schlösser und Güter verwaltete, zu denen z. B. das Palais Erzherzog Albrecht in Wien und Schloss Eckartsau gehörten, wohin sich Karl I. nach seinem Regierungsverzicht am 11. November 1918 zurückzog. Der Fonds hatte unter anderem die Aufgabe, Familienmitgliedern, die nicht über ausreichendes eigenes Einkommen (u. a. durch staatliche Zuwendungen)  verfügten, durch Apanagen standesgemäßes Leben und Repräsentieren zu erleichtern.

### Heiratspolitik
Das Statut setzte unter anderem Regeln für die – im dynastischen Kontext immer wichtige – Heiratspolitik fest. Bei den Habsburgern mit ihrer herausragenden Tradition politisch bedeutender Heiraten war dies wichtiger Teil ihrer Familienidentität.
Das Statut besagte, dass eine standesgemäße Ehe im Erzhaus vom jeweiligen Oberhaupt des Hauses Habsburg-Lothringen, d. h. dem Kaiser, bewilligt werden musste. Ehen ohne Zustimmung des Souveräns blieben ohne familiäre Anerkennung; Frau und Kinder wurden diesfalls nicht Mitglieder des Kaiserhauses. Eine Ehe galt nur dann als standesgemäß, wenn sie mit einem anderen Mitglied des Erzhauses oder mit Mitgliedern eines anderen regierenden oder diesem gleichgestellten Hauses geschlossen wurde.
In einem Nachtrag zum Familienstatut vom 12. Juni 1900 wurden aus Anlass der (am 1. Juli 1900 erfolgten) nicht standesgemäßen Heirat von Erzherzog Thronfolger Franz Ferdinand nach mehreren Konferenzen, bei denen Kaiser Franz Joseph I. den Vorsitz führte, jene Fürstenhäuser namentlich aufgezählt, denen das Recht auf Ebenbürtigkeit zustand. Das waren neben christlichen Herrscherhäusern (u. a. die Sachsen-Coburgs, die Hohenzollern, die Romanows, die Wittelsbacher, die Savoyen) auch die früher reichsunmittelbaren und zwischen 1806 und 1815 mediatisierten Geschlechter des Heiligen Römischen Reiches, darunter 15 Familien aus dem Gebiet der Habsburger (Auersperg, Colloredo-Mannsfeld, Esterházy, Kaunitz-Rietberg, Khevenhüller, Lobkowitz, Metternich, Rosenberg, Salm-Reifferscheid-Krautheim, Schwarzenberg, Schönburg-Waldenburg, Schönburg-Hartenstein, Starhemberg, Trauttmansdorff und Windisch-Graetz).
Die Familie von Franz Ferdinands Braut war nicht darunter; daher hatte Franz Ferdinand am 28. Juni 1900 in der Wiener Hofburg in Gegenwart des Kaisers den so genannten Renunziationseid abzulegen, mit dem er bestätigte, keine ebenbürtige Ehe einzugehen. Der Vorgang wurde tags darauf in der amtlichen Wiener Zeitung ausführlich berichtet. Die Kinder des Paares trugen sodann wie ihre Mutter nicht den Familiennamen Habsburg-Lothringen, sondern den Namen Hohenberg, den Sophie Chotek, zuletzt Herzogin von Hohenberg, von Franz Joseph I. erhalten hatte.

### Weitere Regeln
Das Familienstatut bestätigte, dass das Oberhaupt des Hauses auch das Recht hatte, den Angehörigen des Erzhauses aus staatspolitischen Erwägungen Vorschriften zu machen, die im Statut nicht im Einzelnen genannt wurden. Damit konnten Meinungs- und Entscheidungsfreiheit der Erzherzöge bei Bedarf jederzeit eingeschränkt werden.

### Ausscheiden
Vereinzelt kam es auch vor, dass Familienmitglieder auf eigenen Wunsch aus dem kaiserlichen Haus ausschieden und damit den Regeln des Familienstatuts nicht weiter unterstanden, so z. B. ab 1902 Leopold Wölfling. Kaiser Franz Joseph I. sorgte allerdings finanziell weiterhin für ihn. Familienmitglieder, die, wie die verwitwete Kronprinzessin Stephanie, neuerlich, aber nicht standesgemäß, heirateten, schieden damit aus dem Erzhaus automatisch aus.

## Belege
1. ↑  Karl von Österreich-Teschen, Joseph Anton Johann von Österreich, Johann von Österreich, Rainer Joseph von Österreich, Ludwig von Habsburg-Lothringen
2. ↑  Hannes Stekl: Der Wiener Hof in der ersten Hälfte des 19. Jahrhunderts. In: Karl Möckl (Hrsg.): Hof und Hofgesellschaft in den deutschen Staaten im 19. und beginnenden 20. Jahrhundert (= Deutsche Führungsschichten in der Neuzeit. Bd. 18). Boldt, Boppard am Rhein 1990, ISBN 3-7646-1900-7, S. 17–60, hier S. 31 ff.; darauf aufbauend Matthias Stickler: Dynastie, Armee, Parlament. Probleme staatlicher Integrationspolitik im 19. Jahrhundert. In: Winfried Müller, Martina Schattkowsky (Hrsg.): Zwischen Tradition und Modernität. König Johann von Sachsen 1801–1873. Leipziger Universitätsverlag, Leipzig 2004, ISBN 3-936522-86-3, S. 109–140, hier S. 113 f.
3. ↑  Heinz-Dieter Heimann: Die Habsburger. Dynastie und Kaiserreich. Beck, München, S. 17 f.
4. ↑  Matthias Stickler: Dynastie, Armee, Parlament. Probleme staatlicher Integrationspolitik im 19. Jahrhundert. In: Winfried Müller, Martina Schattkowsky (Hrsg.): Zwischen Tradition und Modernität. König Johann von Sachsen 1801–1873. Leipziger Universitätsverlag, Leipzig 2004, ISBN 3-936522-86-3, S. 109–140, hier S. 114.
5. ↑  Zum Zusammenhang Karl Vocelka: Die Familien Habsburg und Habsburg-Lothringen: Politik, Kultur, Mentalität. Böhlau, Wien 2010, ISBN 978-3-205-78568-2, S. 124.
6. ↑  Michael Hochedlinger: Stiefkinder der Forschung. Verfassungs-, Verwaltungs- und Behördengeschichte der frühneuzeitlichen Habsburgermonarchie. Probleme – Leistungen – Desiderate. In: ders., Thomas Winkelbauer (Hrsg.): Herrschaftsverdichtung, Staatsbildung, Bürokratisierung. Verfassungs-, Verwaltungs- und Behördengeschichte der Frühen Neuzeit (= Veröffentlichungen des Instituts für Österreichische Geschichtsforschung. Bd. 57). Böhlau/Oldenbourg, Wien/München 2010, ISBN 978-3-205-78576-7, S. 293–394, Kapitel 2.2: „Tu, felix Austria, nube – Die österreichische Meistererzählung“, S. 317.
7. ↑  Authentische Interpretation des Tit. I § 1 des Familienstatuts von 1839 ddo. 12. Juni 1900. In: Heraldica.org (Volltext).
8. ↑  Nr. 147, 29. Juni 1900, S. 1, Amtlicher Theil
9. ↑  Ernst Rutkowski: Briefe und Dokumente zur Geschichte der österreichisch-ungarischen Monarchie unter besonderer Berücksichtigung des böhmisch-mährischen Raumes (= Veröffentlichungen des Collegium Carolinum. Bd. 51). Teil 2: Der Verfassungstreue Großgrundbesitz 1900–1904. Oldenbourg, München 1991, ISBN 3-486-52611-1, S. 233, Anm. 3. und ebda., Nr. 660: Joseph Maria Baernreither: „Aufzeichnung zur Problematik der Eheschließung des Erzherzogs Franz Ferdinand“, S. 235 f.